# Joker Merida/Saison 2013
Dieser Artikel listet Erfolge und Fahrer des Radsportteams Joker Merida in der Saison 2013 auf.

## Erfolge in der UCI Europe Tour
| Datum         | Rennen                                             | Kat. | Sieger                  |
| ------------- | -------------------------------------------------- | ---- | ----------------------- |
| 7. April      | 3. Etappe Circuit des Ardennes                     | 2.2  | Mannschaftszeitfahren   |
| 5. Mai        | Ringerike Grand Prix                               | 1.2  | Reidar Bohlin Borgersen |
| 6.–9. Juni    | Gesamtwertung Ronde de l’Oise                      | 2.2  | Vegard Breen            |
| 16. Juni      | Norwegische Meisterschaft – Straßenrennen (U23)    | CN   | Kristoffer Skjerping    |
| 20. Juni      | Norwegische Meisterschaft – Einzelzeitfahren (U23) | CN   | Truls Engen Korsaeth    |
| 29. September | Gooikse Pijl                                       | 1.2  | Vegard Robinson Bugge   |

## Zugänge – Abgänge
| Zugänge              | Team 2012         | Abgänge              | Team 2013 |
| -------------------- | ----------------- | -------------------- | --------- |
| Edwin Wilson         | Team Cykelcity.se | Daniel Slåtto Gomnes | Unbekannt |
| Truls Engen Korsaeth | Neoprofi          | Eirik Kasa Jarlseth  | Unbekannt |
| Martin Olsen         | Neoprofi          | Mats Lohne           | Unbekannt |
| Oskar Svendsen       | Neoprofi          | Christer Rake        | Unbekannt |

## Mannschaft
| Name                      | Geburtstag         | Nationalität |
| ------------------------- | ------------------ | ------------ |
| Reidar Bohlin Borgersen   | 10. April 1980     | Norwegen     |
| Vegard Breen              | 8. Februar 1990    | Norwegen     |
| Vegard Robinson Bugge     | 7. Dezember 1989   | Norwegen     |
| Audun Brekke Fløtten      | 20. August 1990    | Norwegen     |
| Adrian Gjølberg           | 23. Februar 1989   | Norwegen     |
| Christer Jensen           | 19. Februar 1990   | Norwegen     |
| Truls Engen Korsaeth      | 16. September 1993 | Norwegen     |
| Martin Olsen              | 8. Januar 1992     | Norwegen     |
| Stian Remme               | 4. Juni 1982       | Norwegen     |
| Kristoffer Skjerping      | 4. Mai 1993        | Norwegen     |
| Sondre Gjerdevik Sørtveit | 15. August 1988    | Norwegen     |
| Oskar Svendsen            | 10. April 1994     | Norwegen     |
| Edwin Wilson              | 25. April 1989     | Schweden     |